# Paracorrhenes flavomaculata
Paracorrhenes flavomaculata – gatunek chrząszcza z rodziny kózkowatych i podrodziny zgrzypikowych. Jedyny przedstawiciel rodzaju Paracorrhenes.

## Zasięg występowania
Gatunek ten występuje w Papui Nowej Gwinei.